# William Castro
William Adrián Castro Rosso (Mercedes (Uruguai), 22 de maio de 1962) é um ex-futebolista profissional uruguaio, que atuava como meia.

## Carreira
William Castro fez parte do elenco da Seleção Uruguaia de Futebol da Copa do Mundo de 1990. 